# Савинов, Иван Фёдорович
Иван Фёдорович Савинов (7 января 1898 года, д. Малое Хмелище, Витебская губерния, Российская империя — 27 декабря 1943 года, Лиозненский район, Витебская область, СССР) — советский военный деятель, полковник (1942).

## Биография
Родился 7 января 1898 года в деревне Малое Хмелище, ныне на территории Щукинской волости Пустошкинского района Псковской области.

## Военная служба

### Первая мировая и гражданская войны
В Первую мировую войну Савинов в конце декабря 1916 года был призван на военную службу и зачислен в 9-й запасной кавалерийский полк. В период Октябрьской революции находился в 9-м маршевом эскадроне в Дудергофе (под Петроградом) при Офицерской кавалерийской школе.
В Гражданскую войну Савинов в феврале 1918 года добровольно вступил в формируемый 1-й Петроградский конный полк. В марте 1919 года убыл с ним на Восточный фронт под Казань, затем в апреле был переброшен под Петроград для борьбы с войсками генерала Н. Н. Юденича. Участвовал в боях в районе ст. Волосово и под Ямбургом. В августе 1919 года полк был передислоцирован на Карельский перешеек против финских вооруженных формирований. После возвращения полка с фронта в декабре 1919 года Савинов был зачислен курсантом на 1-е советские Петроградские кавалерийские курсы комсостава. В сентябре 1920 года, окончив их, был оставлен на курсах командиром взвода. 31 декабря 1920 года курсы были переименованы во 2-ю кавалерийскую школу комсостава. С января 1921 года временно исполнял обязанности ответственного инструктора школы по спорту, одновременно являясь заместителем командира взвода. Затем в школе проходил службу в должностях помощника командира и командира взвода, главного руководителя спорта.

### Межвоенное время
В октябре 1923 года зачислен слушателем на повторные курсы в Борисоглебско-Ленинградскую кавалерийскую школу. 8 августа 1925 года окончил обучение и был назначен командиром взвода в Украинскую кавалерийскую школу. В октябре переведен в распоряжение 2-го конного корпуса, а оттуда направлен в 9-ю Крымскую кавалерийскую дивизию. Службу проходил в 52-м кавалерийском полку в должностях командира взвода полковой школы и командира взвода 3-го эскадрона. В декабре 1926 года вернулся в Борисоглебско-Ленинградскую кавалерийскую школу, где исполнял должности командира взвода и врид командира эскадрона, курсового командира и врид руководителя физической подготовки школы. В мае 1932 года назначен в Тамбовскую объединённую Краснознаменную кавалерийскую школу имени 1-й Конной армии, где был руководителем по физическому образованию, затем руководителем по тактике и ПВО. С ноября 1934 года по май 1935 года прошел переподготовку на кавалерийских КУКС РККА. В октябре 1935 года Савинов назначен начальником штаба 117-го кавалерийского полка 30-й кавалерийской дивизии в городе Остров. В марте переведен на ту же должность в 118-й кавалерийский полк, с июля 1938 года вступил во временное командование этим полком. В том же году переведен командиром дивизиона в Тамбовское пехотное училище, где заочно закончил Военную академию имени М. В. Фрунзе. 25 марта 1941 года назначен командиром 673-го стрелкового полка.

### Великая Отечественная война
В июле 1941 года подполковник Савинов вступил в командование 505-м стрелковым полком 153-й стрелковой дивизии 20-й армии Западного фронта. Участвовал с дивизией в Смоленском сражении, был в окружении. При прорыве в начале августа она вышла к Соловьевской переправе на реке Днепр. Удерживая плацдарм на реке, обеспечила переправу частей и имущества 20-й и 16-й армий. В конце августа — начале сентября её части вели тяжелые бои за господствующую высоту в районе железной дороге Смоленск — Ельня, по которой шло снабжение войск противника в районе Ельни. За исключительную организованность, упорство, героизм и отвагу в боях 18 сентября 1941 года дивизия была преобразована в 3-ю гвардейскую. Затем Савинов был переведен в 144-ю стрелковую дивизию на должность командира 449-го стрелкового полка. Участвовал в битве под Москвой, в Вяземской оборонительной операции. С 6 октября находился с полком в окружении под Вязьмой. После прорыва из кольца дивизия была выведена на доукомплектование в Алабино. 28 октября она вошла в состав 5-й армии и участвовала в Можайско-Малоярославецкой и Наро-Фоминской оборонительных операциях, ведя бои в районе города Звенигород, а с декабря — в Клинско-Солнечногорской наступательной операции. Участвовал с полком в Ржевско-Вяземской наступательной операции. С 11 февраля дивизия находилась в обороне на рубеже Горбуны, Полежайкино, Иванники, Ощепково. 7 апреля Савинов был допущен к командованию 8-й мотострелковой бригадой МВО, затем в том же месяце возвращен на прежнюю должность зам. командира 144-й стрелковой дивизии. С 23 сентября он командовал 48-й отдельной лыжной бригадой, входившей в 20-ю армию Западного фронта, затем был командиром 153-й стрелковой бригады. С 18 сентября 1943 года полковник Савинов — врид командира 144-й стрелковой дивизии. Её части в этот период в составе 33-й армии участвовали в Смоленской, Спас-Деменской и Смоленско-Рославльской наступательных операциях. 7 октября он был отстранен от должности и 18 октября назначен зам. командира этой же дивизии. В конце октября переведен на ту же должность в 164-ю стрелковую дивизию, которая вела наступательные бои на витебском направлении. 27 декабря 1943 года умер от ран, полученных в бою. Первичное место захоронения — Белорусская ССР, Витебская область, Лиозненский район, Велешковичский сельсовет, деревня Селище.

## Награды
- орден Красной Звезды (11.07.1942)[4]
- медаль «XX лет Рабоче-Крестьянской Красной Армии» (1938)[4]